# Резервати великої панди
30°49′59″ пн. ш. 103°00′00″ сх. д. / 30.833° пн. ш. 103.000° сх. д.
Резервати великої панди (кит.: 四川大熊猫栖息地, піньінь: Sìchuān Dàxióngmāo Qīxīdì) — комплекс з 7 резерватів (заповідників) і 9 природних парків в китайській провінції Сичуань. Загальна площа становить 924 500 га, розташований в горах Цюнлай і Цзяцзінь. У резерватах мешкає більше 30 % світової популяції рідкісної великої панди. У 2006 році включено до Всесвітньої спадщини ЮНЕСКО. Найбільший резерват великих панд знаходиться в природному заповіднику Волун, що розташовано у 150 км від м. Ченду.

## Опис
Комплекс охоплює заповідник Волун, гори Сигунян, гірський ланцюг Цзяцзінь, простягається на 12 повітів, 4 міста та області, зокрема Ченду, Нгава, Яань, Ганьцзи. Небезпеку для комплексу становить близькість до сейсмічно небезпечних районів. Гори Данлін, Сяосінь Мін, Цюйлайшань і Міньшань в провінції Сичуань утворюють частину коридору, що простягнувся від східного краю плато Тибету до хребта Циньлін в провінції Шаньсі. Найвища точка сянає 6250 м (верхівка гори Сигунян), найнижча — 600 м (Дуцзян'янь).
Резервати вважаються найбільшими і цілісними, являють собою вцілілий фрагмент палеотропічних лісів третинної епохи (пермський, тріасовий та кам'яновугільний періоди). Ґрунти насичені вапняком і глиною. Окрім великої панди тут водиться мала панда, сніжний барс і димчастий леопард, манул, загалом — 542 види тварин, зокрема 109 видів ссавців, 32 — рептилій, 365 — птахів (вважається одним з найбільших центрів мешкання фазанів у Китаї), 14 — риб, 22 — земноводних, а також близько 1700 видів комах. Крім того, в регіоні виростає 5-6 тис. видів рослин (належать до 1000 родів), зокрема мохи (102 види), папороті (70 видів), голонасінні (24 видів) і покритонасінні (794 видів). Представлено 67 ендемічних рослин. Широко поширені листяні, змішані, субтропічні, широколистяні, хвойні ліси, альпійські луки.
Загалом 53 % території становлять ліси, 36 % — трави і чагарники, які ростуть вище лінії дерев, 8 % — суто сніговий або ґрунтовий покрив, 3 % — землі, що використовуються для сільського господарства. В першу чергу є останньою великою областю, в якій збереглися бамбукові ліси. Оскільки бамбук становить основну частину раціону великої панди, то ці землі стали улюбленим місцем проживання великої панди.
Клімат на більшій частині території субтропічний, але через різницю у висоті присутні області з помірним або холодним кліматом. В центральній частині комплексу клімат гірський, тропічний, мусонний.

### Перелік резерватів
- Волун (卧龙自然保护区)
- Фентунчжай (蜂桶寨自然保护区)
- Гора Сигунян (四姑娘山 自然保护区)
- Річка Лаба (喇叭 河 自然保护区)
- Річка Хейшуй (黑水河 自然保护区)
- Цзіньтан-Кун'юй (金汤 — 孔 玉 自然保护区)
- Цаопо (草坡 自然保护区)

### Перелік парків
- Цінченшань—Дуцзян'янь (青城 山 — 都江堰 风景 名胜 区)
- Гора Тяньтай (天台山 风景 名胜 区)
- Гора Сигунян (四姑娘山 风景 名胜 区)
- Снігова гора Сілін (西岭 雪山 风景 名胜 区)
- Гора Цзігуань-Цзюлунгоу (鸡冠山 — 九龙沟 风景 名胜 区)
- Гора Цзяцзінь (夹 金山 风景 名胜 区)
- Міяло (米亚 罗风景 名胜 区)
- Гора Лінцзю-Пік Дасюе (灵鹫山 — 大 雪峰 风景 名胜 区)
- Гора Ерлан (二郎山 风景 名胜 区)

## Історія
Територію, на якій розташовані резервати, свого часу було обрано як одну з 25 зон у світі, що відрізняються біологічною різноманітністю і потрапили під міжнародну охорону природи. Крім того, була визначена глобальною природоохоронною організацією як одна з 200 екологічних зон світу.
Початку вивчення природи на території сучасних резерватів і парків наприкінці 60-х років XIX ст. поклав французький католицький місіонер Арман Давид. Його справу продовжив англійський науковець Ернест Генрі Вільсон.
Перший заповідник створено у 1963 році, пейзажний парк — 1982 році. Завершено формування комплексу у 2000 році. У 2004 році китайський уряд офіційно подав до ООН заявку на внесення резерватів великої панди у список об'єктів Всесвітньої спадщини. 12 липня 2006 року у Вільнюсі на 30-й сесії Комітету ЮНЕСКО резервати великої панди провінції Сичуань були внесені до списку Всесвітньої природної спадщини.
У результаті Сичуанського землетрусу 2008 року, епіцентр якого знаходився зовсім поруч з територією комплексу, було завдано серйозної шкоди інфраструктурі і будівлям резерватів.